# Clerodendrum trichotomum
Clerodendrum trichotomum (arbre del destí) és una espècie de planta amb flor dins el gènere Clerodendrum. És considerada o bé una lamiàcia o bé una verbenàcia. És una planta nativa de la Xina, Corea, Taiwan, Japó, i Índia.
És un arbust gran que pot arribar a fer 6 m d'alt. Les fulles fan olor de cacauet quan s'estrenyen. Les flors són flairoses amb els pètals blancs i amb un calze que es torna vermell quan madura. Els fruits són drupes primer blancs que són de color blau fosc brillant quan maduren.
És una planta ornamental que requereix una posició protegida. La varietat C. trichotomum var. fargesii (Farges' harlequin glorybower) ha guanyat el premi de la Royal Horticultural Society, Award of Garden Merit.